# 김창열 (가수)
김창열(1973년 12월 26일 ~ )은 대한민국의 가수이다.

## 출연작

### 진행
- ONT 《김창렬 한민관의 캠핑왕》
- SBS 러브FM 《김창열의 올드스쿨》
- tvN 《현장 토크쇼 택시》(Taxi, 공동 진행: 이영자)
- KBS 2TV 《사이다》(Cider, 공동 진행: 지석진)

### 고정 출연
- KBS2 《천하무적 야구단》
- SBS 《싱글와이프》
- MBC 《미스터리 음악쇼 복면가왕》 - 판정단, 나와라, 가제트 만능목소리! 가제트 형사!(참가자-우승)

### 게스트
- KBS 《가족오락관》1995년
- KBS 《TV는 사랑을 싣고》
- KBS 《불후의 명곡: 전설을 노래하다》
- OGN(구 온게임넷) 《켠김에 왕까지》
- OGN(구 온게임넷) 《44층 지하던전 - 겜생상담소》

### 뮤직비디오
- 임창정_〈문을 여시오〉
- 크레용팝_〈어이〉

### 광고
- 2007년 빙그레 투게더
- 2010년 오뚜기 진라면

## 수상
- 2009 SBS 연예대상 라디오DJ상
- 2018 SBS 연예대상 라디오 DJ상

## 사건
- 평소 다혈질적인 성격 탓에 폭행 사건으로 경찰서에서 조사를 받는 등 여러 차례 구설수에 오른 적이 있다. 이후 그는 폭행 사건 때문에 주어야 했던 합의금만 모두 합쳐 5억이 되었다고 회고하기도 했다.[1] 심지어 그의 성격을 빌미로 일부러 합의금을 뜯어내려 폭행 사건을 저지르는 사람도 존재했다. 2003년 결혼한 이후에는 차분하고 편안한 이미지로 변화하였다. 이후 만학열을 불태우며 2010년에는 고교 검정고시에 합격하기도 했다.[2] 2011년 2월 경희사이버대학교에 입학하였다.
- 2000년대 초반에 김현정을 마음 속 깊이 좋아했는데 자신 못지 않게 김현정을 좋아하던 임창정과 김현정을 놓고 서로 양보하지 않으려고 버티다가 과열되어 서로 주먹질을 한 적도 있었다.[3]
- '김창렬의 포장마차'라는 편의점 도시락에 이름을 빌려줬지만 이 도시락의 질과 양은 형편없는 반면에 가격은 비쌈이 밝혀지면서 질과 양은 형편없는데 가격은 비쌈을 비꼬는 신조어 창렬이라는 말이 생겼다. 김창렬은 이후 이로 인해 이미지에 타격을 입었다며 이 기업을 고소하기도 했다.
- 법적 한글 표기는 김창열인데, 매니저의 실수로 김창렬이라는 예명으로서 데뷔하게 되었다.[4] 그런데 이후 창렬하다라는 신조어 때문에 김창열로 활동명을 변경했다.[5]

## 같이 보기
- 허준 - 개인적 친분이 있다.
- 임창정